# Il vendicatore folle
Il vendicatore folle (Le parfum de la dame en noir) è un film del 1949 diretto da Louis Daquin.
Il film è un adattamento del libro omonimo (Le parfum de la dame en noir) del 1908 scritto da Gaston Leroux ed è allo stesso tempo il sequel del film L'artiglio nero (Le mystère de la chambre jaune), uscito nello stesso anno, ovvero 1949, e diretto da Henri Aisner.